# Никола Докић
Никола Докић (Добој, 21. август 1983) је босанскохерцеговачки рукометаш, висок 185 цм и тежак 88 кг. Од сезоне 2011-2012 игра РК Црвена звезда из Београда. Игра на позицији средњег бека. Играо је још и за клубове РК Борац Бањалука и РК Слога Добој.